# Tweede Tsjetsjeense Oorlog
De Tweede Tsjetsjeense Oorlog (Russisch: Втора́я чече́нская война́) betrof een gewapend conflict tussen de Russische Federatie, de niet erkende Tsjetsjeense Republiek Itsjkerië en verschillende islamitische groeperingen dat van augustus 1999 tot april 2009 plaatsvond in Tsjetsjenië en de aangrenzende deelrepublieken in de Noordelijke Kaukasus.
Op 9 augustus 1999 infiltreerden Tsjetsjeense islamitische strijders de Russische deelrepubliek Dagestan, waar ze de onafhankelijkheid van Dagestan uitriepen en een jihad proclameerden tot "alle ongelovigen zijn weggedreven". In september 1999 vond een reeks bomaanslagen op appartementen plaats in Russische steden, waarbij meer dan 300 mensen om het leven kwamen. Volgens sommigen, waaronder journalist Anna Politkovskaja en ex-FSB-agent Aleksandr Litvinenko, waren dat valse vlag-operaties om een Russische militaire operatie tegen Tsjetsjenië te rechtvaardigen. Russische troepen trokken in het najaar van 1999 Tsjetsjenië binnen en maakten een einde aan de de facto onafhankelijkheid van de Tsjetsjeense Republiek Itsjkerië, waarmee het Russische federale gezag over het gebied werd hersteld.
Er werd een pro-Russische regering geïnstalleerd en Tsjetsjenië verkreeg autonomie binnen Rusland. Tegen 2009 had Rusland de Tsjetsjeense separatistische beweging grotendeels uitgeschakeld en werd de militaire operatie officieel beëindigd. Beide partijen werden sterk bekritiseerd voor de vele mensenrechtenschendingen. De Tsjetsjeense hoofdstad Grozny werd tijdens de eerste fase van het conflict vrijwel geheel vernietigd. De verbannen leider van de separatistische regering Achmed Zakajev riep op om de gewapende weerstand tegen de Tsjetsjeense politie te stoppen. De schattingen van het aantal slachtoffers lopen uiteen van 50.000 tot 200.000 burgerdoden aan Tsjetsjeense zijde en 8.000 tot 40.000 aan Russische.

## Historische basis van het conflict

### Keizerrijk Rusland
Tsjetsjenië ligt in de Noordelijke Kaukasus en heeft vaak gestreden tegen vreemde overheersing, waaronder in de 15e eeuw tegen het Ottomaanse Rijk. De Russische Terek-Kozakken vestigden zich in 1577 vanaf de Wolga in het Tsjetsjeense laagland, waarmee de Russische invloed in het gebied begon. In de 18e eeuw breidde het Keizerrijk Rusland haar invloed en macht uit richting de Kaukasus en begon gebieden in te lijven. In 1783 ratificeerden Rusland en het Georgische koninkrijk Kartli-Kachetië het Verdrag van Georgiejevsk waardoor het koninkrijk een Russisch protectoraat werd. Teneinde de verbinding met Georgië en andere Transkaukasische gebieden te verzekeren, breidde Rusland zijn invloedssfeer uit in de Kaukasische regio, wat leidde tot de Kaukasusoorlog van 1817. Russische troepen betraden in 1830 voor het eerst het Tsjetsjeense hoogland. Het conflict duurde tot 1859, toen een leger van 200.000 manschappen onder leiding van generaal Aleksandr Barjatinski de opstanden van de hooglanders een halt toeriep. In de Kaukasus vonden tijdens de Russisch-Turkse Oorlog frequent opstanden plaats.

### Sovjet-Unie
Als gevolg van de Russische Revolutie slaagden de Tsjetsjenen erin een Kaukasisch Imamaat op te richten dat bestond uit het huidige Tsjetsjenië, Dagestan en Ingoesjetië. Daarnaast bestond ook de pan-Kaukasische Bergrepubliek van de Noordelijke Kaukasus. De Tsjetsjeense staten werden door beide partijen van de Russische Burgeroorlog tegengewerkt, en het gebied werd in 1920 door het Rode Leger veroverd. In 1921 werd het onderdeel van de Sovjetrepubliek der Bergvolkeren, waarbinnen in 1922 de Tsjetsjeense Autonome Oblast werd opgericht. De Sovjetrepubliek der Bergvolkeren werd in datzelfde jaar onderdeel van de Sovjet-Unie.
In 1936 fuseerden Tsjetsjenië en Ingoesjetië in de Tsjetsjeens-Ingoesjetische Autonome Socialistische Sovjetrepubliek. Tijdens de Tweede Wereldoorlog brak in 1941 een Tsjetsjeense revolte uit onder leiding van Chasan Israilov. De Vajnachen, zoals de Tsjetsjenen en Ingoesjen werden genoemd, werden door Jozef Stalin beschuldigd van collaboratie met de Duitsers. Ze werden in 1944 massaal gedeporteerd naar Centraal-Azië, waarbij meer dan een kwart stierf tijdens deze gedwongen volksverhuizing. In 1957 stond Nikita Chroesjtsjov de Vajnachen toe om terug te keren en werd de Tsjetsjeens-Ingoesjetische ASSR hersteld.

### Eerste Tsjetsjeense Oorlog
Tijdens het uiteenvallen van de Sovjet-Unie in 1991 riep Tsjetsjenië de onafhankelijkheid uit als Tsjetsjeense Republiek Itsjkerië. In 1992 ondertekenden Tsjetsjeense en Ingoesjetische leiders een overeenkomst om de Tsjetsjeens-Ingoesjetische autonome sovjetrepubliek te splitsen, waarbij Ingoesjetië zich bij de Russische Federatie zou voegen en Tsjetsjenië een onafhankelijke staat zou worden. Uiteindelijk leidden de gesprekken tot een korte burgeroorlog, waarin de Russische autoriteiten de oppositietroepen tegen de Tsjetsjeense leider Dzjochar Doedajev steunden. Duizenden niet-Tsjetsjenen ontvluchtten Tsjetsjenië, wat leidde tot het instorten van de Tsjetsjeense industrie omdat Russische ingenieurs en arbeiders vluchtten of waren verdreven. De Eerste Tsjetsjeense Oorlog begon in 1994 toen Russische troepen Tsjetsjenië betraden om er de "grondwettelijke orde te herstellen". De oorlog kwam na bijna twee jaar van zware gevechten, waarbij naar schatting tienduizenden tot meer dan 100.000 mensen stierven, in 1996 tot een einde met de wapenstilstand van Chasavjoert. De Russische troepen trokken zich terug en de zelfverklaarde Tsjetsjeense Republiek Itsjkerië kende een periode van de facto onafhankelijkheid. 

## Voorspel van de Tweede Tsjetsjeense Oorlog

### Chaos in Tsjetsjenië
Door de eerste oorlog verzwakte de greep van de overheid op de chaotische republiek, voornamelijk buiten de vernielde hoofdstad Grozny. De gebieden die onder controle stonden van separatistenbewegingen groeiden steeds meer en in het land heerste almaar meer wetteloosheid. De oorlogsravages en het gebrek aan economische opportuniteiten zorgden voor een groot aantal zwaargewapende en wrede voormalige separatistenstrijders die zich enkel bezighielden met geweld. De overheid in Grozny werd betwist door extremistische krijgsheren zoals Arbi Barajev en Salman Radoejev. Meer en meer pleegden zij ontvoeringen en aanvallen in andere Noord-Kaukasische gebieden. In deze verwoeste economie werd kidnapping de voornaamste bron van inkomsten: een totaal van 200 miljoen dollar werd in drie jaar verkregen door ontvoeringen. Volgens schattingen werden tussen 1996 en 1999 meer dan 1.300 mensen ontvoerd, en in 1998 werden vier Westerse gijzelaars vermoord. Politiek geweld en religieus Wahabistisch extremisme waren eveneens alomtegenwoordig. In 1998 riep de overheid de noodtoestand uit. Verdere twisten leidden tot open gevechten zoals de confrontatie van juli 1998 in Goedermes waarbij een vijftigtal mensen omkwamen bij een gevecht tussen de Tsjetsjeense Nationale Garde en de islamitische militie.

### Russisch-Tsjetsjeense betrekkingen 1996-1999
Bij de verkiezingen van 1997 werd de separatist Aslan Maschadov verkozen tot president. In 1998 en het jaar nadien overleefde hij verschillende moordpogingen waarvan de Russische inlichtingendiensten de schuld kregen. In mei 1999 werd gezant van het Kremlin Gennadi Sjpigoen ontvoerd en uiteindelijk dood teruggevonden in 2000.
De politieke spanningen werden deels aangewakkerd door vermoedelijke Tsjetsjeense of pro-Tsjetsjeense terroristen in Rusland, alsook door grensconflicten.

### Russische oorlogsplannen
Op 7 maart 1999 pleitte Minister van Binnenlandse Zaken Sergej Stepasjin voor een invasie in Tsjetsjenië, als reactie op de ontvoering van MVD-generaal Gennadi Sjpigoen. Desalniettemin werd Stepasjins plan opgeheven door premier Jevgeni Primakov. Stepasjin verklaarde nadien:

De beslissing om Tsjetsjenië binnen te vallen werd genomen in maart [1999]. We waren van plan om het noorden van de Terekrivier te bereiken tegen augustus-september [1999]. Deze oorlog zou dus tóch plaatsvinden, ongeacht de bomaanslagen in Moskou. (...) Poetin ontdekte niets nieuws. U kan hem daarover zelfs vragen. Toen was hij de directeur van de Federalnaja sloezjba bezopasnosti (FSB) en beschikte hij over alle informatie.

Volgens Robert Bruce Ware moeten deze plannen beschouwd worden als noodplannen. Echter, Stepasjin riep wel degelijk op tot een militaire campagne tegen Tsjetsjeense separatisten in augustus 1999 toen hij Russisch premier was, maar kort na dit televisie-interview waar hij sprak over deze plannen om de "grondwettelijke orde in Tsjetsjenië te herstellen", werd hij vervangen door Vladimir Poetin.

### Aanvallen en grensconflicten
Op 16 november 1996 vernielde een bom een appartementsgebouw in Kaspiejsk (Dagestan) waarin Russische soldaten gelegerd waren. Hierbij stierven 68 mensen. De oorzaak van de ontploffing werd nooit achterhaald, maar vele Russen beschuldigden de Tsjetsjeense separatisten. Op 23 april 1997 stierven drie personen bij een bomontploffing in het treinstation van Armavir, en twee anderen op 28 mei in het treinstation van Pjatigorsk.
Op 22 december 1997 vielen Dagestaanse militanten en de pro-Tsjetsjeense Arabische krijgsheer Ibn ul Chattab de basis van de Motorgeweer-brigade van het Russisch leger aan in Boejnaksk. Hierbij vielen vele doden en ook de uitrusting van de basis werd sterk aangetast. Eind mei kondigde Rusland aan de grens met Tsjetsjenië te zullen sluiten met als doel aanvallen te voorkomen en de criminele activiteiten te doen dalen in aantal. Hierbij werden grenspatrouilles bevolen om verdachten ter plekke neer te schieten. Op 29 juli 1999 vernielden Russische troepen van het Ministerie van Binnenlandse Zaken een Tsjetsjeense grenspost en veroverden ze een achthonderd meter lang strategisch stuk grond. Op 22 augustus werden in Noord-Ossetië 10 Russische politiemannen gedood door een antitankmijn. Op 9 augustus 1999 werden 6 militairen gekidnapt in Vladikavkaz, de hoofdstad van Noord-Ossetië.

### Invasie van Dagestan
De Invasie van Dagestan was de trigger voor de Tweede Tsjetsjeense Oorlog. In augustus en september 1999 leidde Sjamil Basajev twee legers van meer dan 2.000 Tsjetsjeense, Dagestaanse, Arabische en internationale moedjahedien en wahabistische militanten naar Dagestan, buurland van Tsjetsjenië. In deze oorlog werden voor de eerste keer vanuit de lucht afgeleverde waterstofexplosieven gebruikt in bergachtige gebieden, vooral in het dorp Tando. Medio september 1999 werden de militanten teruggedreven naar Tsjetsjenië. Minstens honderden militanten werden gedood in deze gevechten. Volgens Russische federale bronnen stierven 279 soldaten en raakten er ongeveer 900 gewond.

### Bomaanslagen in Rusland
Nadat de gevolgen van de Dagestaanse invasie waren bedaard, vond een reeks bomaanslagen plaats in Rusland (in Moskou en Volgodonsk) en in de Dagestaanse stad Boejnaksk. Op 4 september 1999 stierven 62 mensen in een bomaanslag op een appartementsgebouw waarin families van Russische soldaten leefden. In de twee weken erna werden drie andere appartementsgebouwen en een winkelcentrum opgeblazen, met bijna 300 doden tot gevolg. Een gerechtelijk onderzoek en het erna komend vonnis besloten dat de aanslagen werden georganiseerd door Achemez Gochijajev (nog steeds voortvluchtig) en bevolen door Abu Omar al-Saif, die later werd vermoord. De aanslagen zouden worden gepleegd als vergelding voor het Russisch tegenoffensief tegen de inval in Dagestan. Echter, Russische FSB-troepen werden betrapt bij het planten van een van de bommen, maar werden later vrijgelaten op het bevel van Moskou. Vele waarnemers, o.a. Staatsdoema-afgevaardigden Joeri Sjtsjekotsjichin, Sergej Adamovitsj Kovaljov en Sergej Joesjenkov betwisten de officiële versie en wilden een onafhankelijk onderzoek. Anderen, waaronder David Satter, Joeri Felsjtinski, Vladimir Pribylovski en Aleksandr Litvinenko alsook de Tsjetsjeense separatistische overheid, beweerden dat de aanslagen in 1999 een valse vlagoperatie waren, gecoördineerd door de FSB met als doel de publieke opinie te winnen voor een volledige oorlog tegen Tsjetsjenië. Dit gaf de populariteit van de toenmalige premier en voormalige FSB-directeur Vladimir Poetin een boost en verschafte zetels aan de pro-oorlogse Eenheidspartij (Russisch: Единство) in de Staatsdoema in de verkiezingen van 1999. Uiteindelijk bemachtigde Poetin zelfs het presidentschap.

## 1999-2000: Russisch offensief

### Luchtoorlog
Eind augustus en september 1999 begon Rusland een grote luchtcampagne op Tsjetsjenië waarbij men beoogde de militanten die Dagestan binnenvielen, uit te roeien. Op 26 augustus 1999 erkende Rusland  Tsjetsjenië gebombardeerd te hebben. Vermoedelijk zouden de Russische luchtaanvallen minstens 100.000 Tsjetsjenen gedwongen hebben te vluchten. Buurland Ingoesjetië zou de Verenigde Naties om hulp hebben gevraagd met de opvang van tienduizenden vluchtelingen. Op 2 oktober 1999 bekende Ruslands Ministerie van Noodsituaties dat 78.000 mensen gevlucht waren voor de luchtaanvallen waarvan de meerderheid op weg was naar Ingoesjetië. De vluchtelingenstroom in Ingoesjetië verliep aan 5.000 tot 6.000 vluchtelingen per dag.
Op 22 september 1999 stelde staatssecretaris van Binnenlandse Zaken Igor Zoebov dat Russische troepen Tsjetsjenië omsingeld hadden en klaarstonden om de regio te heroveren, maar dat militaire strategen hierop een negatief advies gaven aangezien zo'n grondinvasie wellicht zou leiden tot een groot slachtofferaantal aan Russische zijde. Eind september voerden Russische troepen reeds verschillende invallen uit waardoor wat Tsjetsjeens land werd veroverd.

### Landoorlog

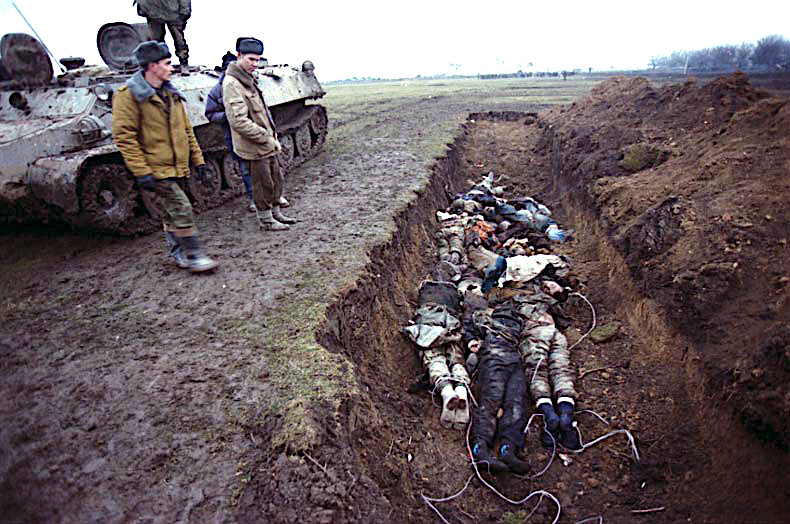
Een massagraf in Tsjetsjenië

Het Tsjetsjeens conflict kwam in een nieuwe fase terecht toen Vladimir Poetin de Tsjetsjeense overheid onder leiding van Aslan Maschadov en het Tsjetsjeens parlement onwettig verklaarde. Toen kondigde Poetin aan dat Russische troepen een landinvasie zouden uitvoeren, maar niet verder zouden gaan dan de Terek, die een derde van het noorden van Tsjetsjenië scheidt met het zuidelijk deel van het land. Poetin deelde mee dat het zijn intentie was om de controle over het noorden van Tsjetsjenië over te nemen en een cordon sanitaire te vormen rond verdere Tsjetsjeense agressie. Later meende hij dat het cordon "zinloos en technisch onmogelijk" was door het "ruige Tsjetsjeense terrein". Volgens Russische bronnen versnelde Poetin het plan waarbij hardhandig werd opgetreden tegen Tsjetsjenië dat een paar maanden eerder werd opgesteld.
Het Russisch leger verplaatste zich met gemak doorheen de open gedeelten van Noord-Tsjetsjenië en bereikte op 5 oktober 1999 de Terek. Op dezelfde dag werd een bus vol vluchtelingen geraakt door een Russisch tankprojectiel, met minstens 11 burgerdoden tot gevolg. Twee dagen later dropte een Russische Soechoj Soe-24 clusterbommen op het dorp Elistandzji, met als resultaat 35 doden. Op 10 oktober 1999 ontwierp Maschadov een vredesplan waarbij hij manu militari zou optreden tegen krijgsheren. Ook vroeg hij tevergeefs om hulp aan de NAVO om het gevecht tussen Tsjetsjenië en Rusland te stoppen.
Op 12 oktober 1999 staken Russische troepen de Terek over en begonnen een optocht langs twee fronten naar de Tsjetsjeense hoofdstad Grozny en het zuiden. In de hoop om grote verliezen te voorkomen (zoals het geval was in de eerste oorlog, marcheerde men traag maar krachtig waarbij gebruik werd gemaakt van artillerie- en luchtsteun in een poging om de Tsjetsjeense verdediging te verzwakken. Duizenden burgers ontvluchtten deze Russische opmars en kwamen meestal aan in buurlanden zoals bijvoorbeeld Ingoesjetië. Later werd het vluchtelingenaantal geschat van 200.000 tot 350.000 op de Tsjetsjeense bevolking van 800.000 mensen. De Russen lieten niets over aan het toeval wat betreft de Tsjetsjeense randbevolking in de republiek: in oktober bouwde men "zuiveringskampen" in het noorden van Tsjetsjenië waarin vermoedelijk leden van de bandformirovanija-militie werden gevangengezet (letterlijk: "bandietenformatie").
Na intense tank- en artilleriebombardementen tegen Tsjetsjeense strijders veroverden Russische troepen op 15 oktober 1999 een strategische nok binnen artilleriebereik van Grozny. Als antwoord verklaarde de Tsjetsjeense president Maschadov een gazavat (heilige oorlog) tegen het oprukkende Russische leger. Maschadov riep een staat van beleg uit in Itsjkerië en riep reservisten op; maar niet door Rusland in Rusland of Tsjetsjenië. De volgende dag veroverden de Russen de strategische Hoogtes van Terski binnen oogbereik van Grozny waarbij 200 Tsjetsjeense strijders werden verjaagd. Na hevige gevechten nam Rusland een Tsjetsjeense basis over in Goragorski, ten westen van de stad.
Op 21 oktober 1999 sloeg een Russische Scud-ballistische raket in op de grootste markt in Grozny waarbij meer dan 140 mensen omkwamen, vooral vrouwen en kinderen, en honderden gewond raakten. Een Russisch woordvoerder stelde dat de markt als doelwit werd genomen aangezien die een belangrijke plaats zou geweest zijn voor de separatistische wapenwedloop. Acht dagen voordien voerde een Russisch vliegtuig een raketaanval uit op een groot konvooi vluchtelingen dat naar Ingoesjetië ging. Als resultaat stierven minstens 25 burgers, waaronder medewerkers van het Rode Kruis en journalisten. Twee dagen later voerden Russische troepen een hevige artillerie- en raketaanval uit om Samasjki. Sommigen beweerden dat er burgers werden gedood als vergelding voor de grote verliezen die de Russische troepen leden tijdens de eerste oorlog.
Op 12 november 1999 werd de Russische vlag gehesen op de tweede grootste stad van Tsjetsjenië, Goedermes, nadat de lokale Tsjetsjeense commandanten (de Jamadajev-broers) overliepen naar Russische zijde. De Russen namen ook de controle over in het platgebombardeerde Assinovskaja. Het gevecht om Koelari sleepte aan tot januari 2000. Russische soldaten verjoegen op 17 november 1999 Tsjetsjeense separatisten uit Bamoet, het symbolische separatistische bolwerk uit de eerste oorlog. Tientallen Tsjetsjeense strijders en meer burgers werden hierbij vermoord. Twee dagen later slaagden Russische troepen erin om het dorp Atsjchoj-Martan te veroveren.
Op 26 november 1999 verklaarde toenmalig militair vice-personeelshoofd Valery Manilov dat het einde van de tweede fase in de Tsjetsjeense campagne naderde, en aldus de derde en laatste fase in zicht kwam. Volgens hem was het doel van de derde fase om de "bandietengroeperingen" in de bergen te vernietigen. Een aantal dagen later zei minister van defensie Igor Sergejev dat de Russen nog drie maanden zouden nodig moeten hebben om de militaire campagne te voltooien in Tsjetsjenië. Volgens sommige generaals zou het offensief zelfs voltooid zijn voor nieuwjaarsdag. De volgende dag heroverden de Tsjetsjenen kort de stad stad Novogrozenski.
Na wekenlang hevig vechten namen Russische troepen onder leiding van generaal-majoor Vladimir Sjamanov de controle over in Alchan-Joert op 1 december 1999, een stad ten zuiden van Grozny. De Tsjetsjeense en andere strijders brachten de Russen hevige verliezen toe, maar ze leden zelf ook veel verliezen. Volgens sommige bronnen werden meer dan 70 Russische soldaten gedood voor men zich terugtrok. Op dezelfde dag voerden de Tsjetsjeense separatisten tegenaanvallen uit op Russische troepen in meerdere dorpen, alsook in de buitenwijken van Goedermes. Tsjetsjeense vechters in Argoen, een klein dorp 5 km ten oosten van Grozny, leverde het hevigste verzet tegen de Russen sinds de start van de oorlog. De separatisten in Oeroes-Martan verzetten zich ook fel waarbij ze door de Russen gevreesde guerrillatactieken gebruikten. Tegen 9 december bombardeerden de Russen nog steeds Oeroes-Martan, zelfs al hadden de Tsjetsjeense vechters zich er al uit terugtrokken.
Op 4 december 1999 beweerde Viktor Kazantsev de bevelhebber van de Russische troepen in de Noordelijke Kaukasus, dat Grozny volledig geblokkeerd was door de Russische troepen. De volgende taak van het Russisch leger was de verovering van de stad Sjali - een van de laatst overgebleven bolwerken van de separatisten dat zich op 20 km van Grozny bevond. De Russische troepen veroverden eerst twee bruggen die Sjali met Grozny verbonden. Op 11 december 1999 hadden de Russen Sjali omsingeld en dreef men er de separatisten beetje bij beetje uit. Tegen midden december voerde Rusland aanvallen uit op zuid-Grozny en bereidde het zich voor op een nieuw offensief vanuit Dagestan.

### Beleg van Grozny
Ondertussen startte de aanval op Grozny begin december. De gevechten eindigden wanneer het Russisch leger de stad overnam op 2 februari 2000.
Volgens officiële Russische cijfers stierven minstens 134 Russische troepen en een onbekend aantal pro-Russische militanten in Grozny. Ook de separatistische troepen leden zware verliezen, waaronder enkele van hun topcommandanten. De Russische Minister van defensie, Igor Sergejev, zei dat 2.700 separatisten gedood werden toen ze probeerden Grozny te ontvluchten. Volgens de separatisten verloren ze minstens 500 vechters in een mijnenveld bij Alchan-Kala.
Door het beleg en de gevechten werd de stad volledig verwoest zoals geen enkele andere Europese stad sinds de Tweede Wereldoorlog. In 2003 noemde de Verenigde Naties Grozny de "meest verwoeste stad op Aarde".
Ook op andere plaatsen leden de Russen hevige verliezen door een reeks Tsjetsjeense tegenaanvallen en konvooihinderlagen. Op 26 januari 2000 deelde de Russische overheid mee dat 573 soldaten waren gestorven in Tsjetsjenië sinds oktober - meer dan een verdubbeling ten opzichte van de 544 doden die 19 dagen eerder werden gerapporteerd.

### Slag om de bergen
De hevige gevechten sleepten aan door artilleriebeschietingen en bombardementen doorheen de winter van 2000 in het bergachtige zuiden van Tsjetsjenië, vooral in de gebieden rond Argoen, Vedeno en Sjatoj, waar de gevechten met Russische parachutisten dateerden van 1999.
Op 9 februari 2000 raakte een Russisch tactisch projectiel een menigte die zijn pensioen ging innen in het lokaal administratief gebouw in Sjali, een stad die "veilig werd verklaard". Als gevolg stierven ongeveer 150 burgers. De raket werd gevolgd door gevechtshelikopters die verdere slachtoffers maakten. De Russische aanval, die zonder enige waarschuwing plaatsvond, was naar verluidt een reactie op de infiltratie van een stad door een groep Tsjetsjeense rebellen. Human Rights Watch riep het Russisch leger op om het gebruik van thermobarisch wapens in Tsjetsjenië te stoppen, aangezien het leidde tot een groot slachtofferaantal onder burgers, temeer door "de alomtegenwoordige en vaak zonder een onderscheid makende bombardementen artillerievuur door Russische troepen". Op 18 februari 2000 werd een Russische legertransporthelikopter neergehaald in het zuiden waardoor 15 mensen aan boord omkwamen, alzo deelde de Russische minister van binnenlandse zaken Vladimir Roesjajlo mee.

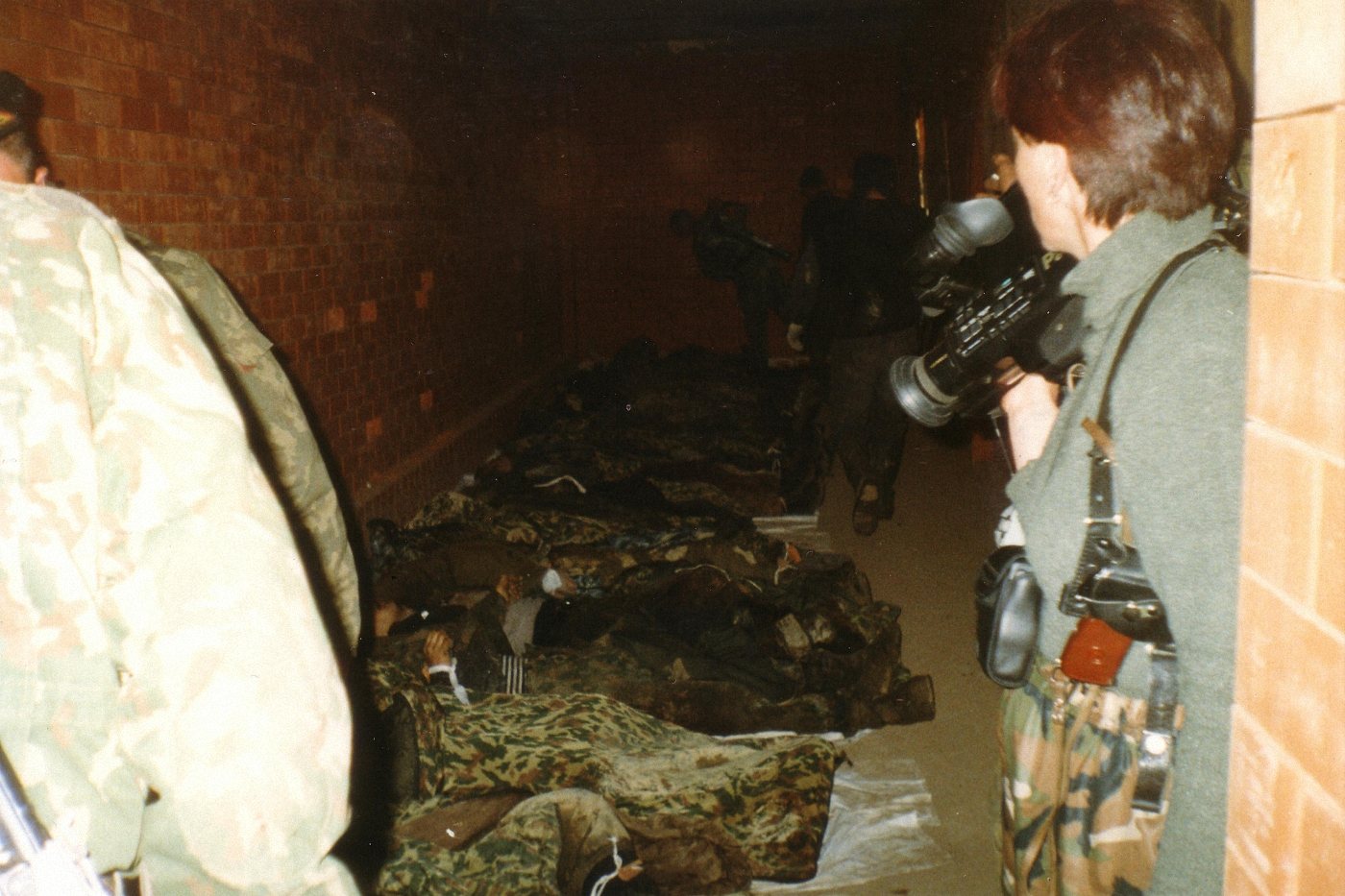
Dode Russische soldaten in een hinderlaag in Zjani-Vedeno

Op 29 februari 2000 zei de bevelhebber van de Verenigde Legergroep dat de "terrorismebestrijdingsoperatie in Tsjetsjenië voorbij was. Het zal enige weken duren om komaf te maken met splintergroepen." De Russische minister van defensie toentertijd, Igor Sergejev, schatte het separatistenaantal tussen 2.000 en 2.500 mannen, "verspreid over heel Tsjetsjenië". Op dezelfde dag werden Russische paramilitaire luchttroepen uit Pskov aangevallen door Tsjetsjeense en Arabische vechters nabij het dorp Oeloes-Kert in de laaglanden van Zuid-Tsjetsjenië. Minstens 84 Russische soldaten kwamen hierbij om. Het officiële blad van het Russische Ministerie van Defensie berichtte dat minstens 659 separatisten werden gedood, waaronder 200 van het Midden-Oosten. Volgens hen waren deze cijfers gebaseerd op radio-interceptiegegevens, verslagen van de veiligheidsdiensten, ooggetuigen, plaatselijke bewoners en gevangengenomen Tsjetsjenen. Op 2 maart 2000 openden OMON-soldaten uit Podolsk het vuur op een ander peloton van de OMON uit Sergiev Posad. Minstens 24 soldaten kwamen hierbij om.
In maart betrad een grote groep van meer dan 1.000 Tsjetsjeense vechters onder leiding van Roeslan Gelajev het dorp Komsomolskoje aan de Tsjetsjeense voorgebergtes. Ze weerden gedurende twee weken een grootschalige aanval af op de stad, maar leden hierbij honderden verliezen. De Russen verklaarden er meer dan 50 te hebben gedood. Op 29 maart 2000 werd een totaal van 23 Russische soldaten gedood ten gevolge van een separatistische hinderlaag op een OMON-konvooi uit Perm.
Op 23 april 2000 liep een konvooi bestaande uit 22 wagens, berust met munitie en andere benodigdheden die werden gebracht naar luchttroepen in een hinderlaag nabij Serzjen-Joert. De hinderlaag werd volgens generaal Trosjev opgezet door 80 tot 100 "bandieten". Volgens de Russische minister van defensie verloren de Russen in de strijd die erna volgde 15 soldaten. Generaal Trosjev vertelde de pers dat de lichamen van vier separatisten werden gevonden. Het hoofdkwartier van de Russische luchttroepen verklaarde later dat 20 separatisten werden gedood en 2 werden gevangengenomen. Kort daarna veroverden Russische troepen de laatste bevolkte centra van de georganiseerde weerstand. Een ander offensief tegen de overblijvende bolwerken in de bergen werd op poten gezet door het Russische leger in december 2000.

### Restauratie van de federale overheid
Onder de Russische president Vladimir Poetin kwam in mei 2000 Tsjetsjenië onder direct bestuur van Rusland te staan. De volgende maand wees Poetin Achmat Kadyrov aan als interim-hoofd van de pro-Russische overheid. Deze ontwikkeling werd initieel toegejuicht in de rest van Rusland, maar de aanslepende doden van Russische troepen temperden dit publiek enthousiasme. Op 23 maart 2003 werd na een referendum een nieuwe Tsjetsjeense grondwet aangenomen. Deze grondwet gaf de Tsjetsjeense Republiek een aanzienlijke autonomie, maar desalniettemin was Ruslands invloed zeer groot. De grondwet trad in werking op 2 april 2003. Het referendum werd sterk gesteund door de Russische overheid, maar stuitte op harde kritiek door de Tsjetsjeense separatisten. Vele burgers boycotten de stemming. In 2004 werd Achmat Kadyrov vermoord in een bomaanslag. Sinds december 2005 fungeerde zijn zoon, Ramzan Kadyrov, leider van de pro-Moskouse militie, beter bekend als de Kadyrovtsy, als de de facto leider van Tsjetsjenië. Kadyrov groeide uit tot Tsjetsjeniës meest machtige leider en verving, met de steun van Poetin, Aloe Alchanov als president in februari 2007.

## Opstand

### Guerrillain Tsjetsjenië
Hoewel er geen grootschalige gevechten meer plaatsvonden in Tsjetsjenië, bleven aanvallen dagelijkse kost in vooral het zuidelijker gedeelte van Tsjetsjenië. Dit sijpelde dan ook door naar nabijgelegen regio's in de Kaukasus, voornamelijk sinds de oprichting van het Kaukasusfront. Doorgaans worden Russische en pro-Russische beambten door separatistische eenheden aangevallen. Ook militaire en politiekonvooien en wagens werden aangevallen. De separatisten maakten gebruik van zelfgemaakte explosieven en groepeerden zich soms om grote aanvallen uit te voeren. Als vergelding voerden Russische troepen artillerie-, lucht- en anti-opstandaanvallen uit. De meeste soldaten in Tsjetsjenië zijn kontraktniki (contractsoldaten) - in tegenstelling tot vroeger, toen het gros van de soldaten uit dienstplichtigen bestond. Ook al blijft Rusland militair actief in Tsjetsjenië, spelen de Russische troepen er een minder directe rol. Pro-Russische Tsjetsjeense troepen onder leiding van Ramzan Kadyrov, beter bekend als de kadyrovtsy, domineren de politiediensten en veiligheidsoperaties. Velen onder hen, waaronder ook Ramzan Kadyrov zelf, waren voormalige Tsjetsjeense separatisten die overgelopen waren naar Russische zijde sinds 1999. Sinds 2004 gingen de kadyrovtsy over in twee eenheden van het ministerie van binnenlandse zaken: in een Noordelijke en Zuidelijke. Twee andere eenheden van de Tsjetsjeense pro-Russische troepen, de Oostelijke en Westelijke, staan respectievelijk onder het bevel van Soelim Jamadajev en Said-Magomed Kakiejev en hun mannen.
Op 16 april 2009 kondigde het hoofd van de FSB Aleksandr Bortnikov aan dat het decreet dat een antiterreuroperatie opzette in Tsjetsjenië werd opgeheven met ingang van middernacht. Ramzan Kadyrov, Tsjetsjeens president, zag de aankondiging als het einde van de oorlog dat mogelijk werd gemaakt door de door hen geboekte overwinningen. Ondanks de algemene stabilisatie van Tsjetsjenië vonden er soms schermutselingen plaats met militanten in Dagestan en Ingoesjetië, de buurlanden van Tsjetsjenië.

### Zelfmoordaanslagen
Tussen juni 2000 en september 2004 werden zelfmoordaanslagen de nieuwe tactiek van de Tsjetsjeense opstandelingen. In deze periode vonden 23 Tsjetsjeens-gerelateerde zelfmoordaanvallen plaats binnen en buiten Tsjetsjenië, de opmerkelijkste ervan die in een school in Beslan.

### Moorden
Beide kanten maakten zich schuldig aan moorden. De prominentste moorden zijn wellicht die op de verbannen voormalige separatistische Tsjetsjeense president Zelimchan Jandarbiejev op 13 februari 2004 in Qatar en op de pro-Russische Tsjetsjeense president Achmat Kadyrov op 9 mei 2004 tijdens een overwinningsparade in Grozny.

### Het Kaukasusfront
Terwijl de lokale anti-Russische opstanden in de Noordelijke Kaukasus reeds begonnen vóór de oorlog in mei 2005, 2 maanden na Aslan Maschadovs dood, kondigden de Tsjetsjeense separatisten officieel aan een Kaukasusfront te hebben gevormd binnen het kader van de "hervorming van het systeem van militair-politieke macht". Samen met de Tsjetsjeense, Dagestaanse en Ingoesjetische "afdelingen", waren ook de Stavropolse, Kabardino-Balkaarse, Krasnodarse, Karatsjaj-Tsjerkessische, Ossetische en Adygeische jamaats betrokken in dit gebeuren. Samengevat komt het erop neer dat quasi alle regio's ten zuiden van Rusland betrokken waren in de vijandigheden.
De Tsjetsjeense separatistenbeweging nam de rol in van een officieel ideologisch, logistiek en wellicht financieel kruispunt van de nieuwe opstanden in de Noordelijke Kaukasus. In Dagestan en andere Zuid-Russische regio's (vooral in Ingoesjetië) vonden in toenemende mate schermutselingen plaats tussen Russische troepen en lokale militanten, evenals in Naltsjik op 13 oktober 2005.

## Mensenrechtenschendingen

### Mensenrechten en oorlogsmisdaden
De Russische en Tsjetsjeense zijde van de oorlog beschuldigden elkaar regelmatig van verschillende oorlogsmisdaden te hebben gepleegd, waaronder ontvoering, moord, gijzelneming, plundering, verkrachting en verschillende andere schendingen van het internationaal en humanitair recht. Internationale organisaties, waaronder de Raad van Europa en Amnesty International, hebben kritiek geuit op beide partijen van het conflict voor hun "flagrante en consistente " schendingen van het internationaal humanitair recht.
West-Europese mensenrechtenorganisaties schatten dat er meer dan 5.000 gedwongen verdwijningen hebben plaatsgevonden in Tsjetsjenië sinds 1999.
Amerikaans Minister van Buitenlandse Zaken Madeleine Albright vertelde in haar speech van 24 maart 2000 aan de Mensenrechtencommissie van de Verenigde Naties:

We cannot ignore the fact that thousands of Chechen civilians have died and more than 200,000 have been driven from their homes. Together with other delegations, we have expressed our alarm at the persistent, credible reports of human rights violations by Russian forces in Chechnya, including extrajudicial killings. There are also reports that Chechen separatists have committed abuses, including the killing of civilians and prisoners.... The war in Chechnya has greatly damaged Russia's international standing and is isolating Russia from the international community. Russia's work to repair that damage, both at home and abroad, or its choice to risk further isolating itself, is the most immediate and momentous challenge that Russia faces.

Volgens het jaarlijks rapport van 2001 van Amnesty International:

There were frequent reports that Russian forces indiscriminately bombed and shelled civilian areas. Chechen civilians, including medical personnel, continued to be the target of military attacks by Russian forces. Hundreds of Chechen civilians and prisoners of war were extra judicially executed. Journalists and independent monitors continued to be refused access to Chechnya. According to reports, Chechen fighters frequently threatened, and in some cases killed, members of the Russian-appointed civilian administration and executed Russian captured soldiers.

De Russische overheid slaagde er (volgens sommigen moedwillig) niet in de verantwoordelijken voor de ettelijke mensenrechtenschendingen te berechten. Aangezien vele slachtoffers geen soelaas vonden in de nationale hoven en rechtbanken, werden honderden claims ingediend bij het Europees Hof voor de Rechten van de Mens in Straatsburg. In 2005 wees het Hof zijn eerste arrest m.b.t. de oorlog in Tsjetsjenië, waarbij Rusland werd veroordeeld voor de schending van het recht op leven (artikel 2 van het Europees Verdrag voor de Rechten van de Mens) en van het verbod op marteling (artikel 3 van het EVRM) in het kader van de dood of gedwongen verdwijningen van vele burgers door toedoen van Russische troepen. Vele gelijkaardige claims werden voor het Hof gebracht, meestal met succes.
Sinds het begin van de Eerste Tsjetsjeense Oorlog in 1994 werden tientallen massagraven met honderden lijken ontdekt. Sinds juni 2008 zijn er 57 geregistreerde massagraven in Tsjetsjenië. Volgens Amnesty International zijn zeker duizenden begraven in zo'n ongemarkeerde massagraven, onder hen de ca. 5.000 burgers die verdwenen sinds de aanvang van de Tweede Tsjetsjeense Oorlog in 1999. In 2008 werd in Grozny het grootste massagraf ontdekt met een 800tal lijken dat dateert van de eerste oorlog in 1995. Het Russisch beleid m.b.t. de massagraven staat erop ze niet op te graven.

### Terroristische aanvallen

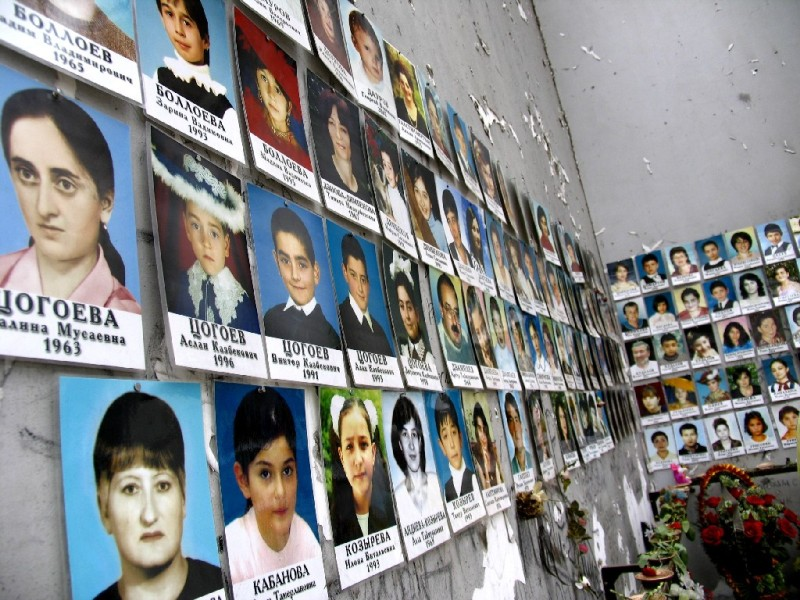
Foto's van de slachtoffers van de gijzeling in Beslan in 2004

Tussen mei 2002 en september 2004 lanceerden Tsjetsjeense militanten (meestal onder leiding van Sjamil Basajev) een terrorismecampagne tegen burgers in Rusland. Ongeveer 200 mensen kwamen om in een reeks bomaanslagen (meestal zelfmoordaanslagen): 46 in de treinaanslag op Stavropol (2003), 40 in de aanslag op de metro van Moskou (2004) en 89 in de aanslag op een Russisch luchtvoertuig (2004).
Twee grootschalige gijzelnemingen zorgden voor vele burgerslachtoffers, zoals de gijzeling in het Doebrovkatheater in Moskou in oktober 2002 en de gijzeling in Beslan. In het geval van het Doebrovkatheater in Moskou kwamen 133 van de 916 gijzelaars om nadat FSB-Spetsnaztroepen het gebouw bestormden door chemische wapens te gebruiken die dodelijk bleken zonder de nodige medische hulp. In Beslan werden 20 gijzelaars geëxecuteerd door hun gijzelnemers. Nadat toen een ontploffing plaatsvond in de sportzaal, bestormden Russische troepen de school, met 294 (van de 1128 gijzelaars) doden tot gevolg. Ook de Russische troepen leden zware verliezen. In totaal kwamen 334 mensen om het leven, onder wie 186 kinderen.

## Andere problemen

### Pankisicrisis
Russische overheidsfunctionarissen beschuldigden Georgië ervan Tsjetsjeense separatisten toestemming te hebben gegeven in de Pankisivallei te verblijven en trainingskampen te faciliteren. Smokkel van wapens van Georgië via de vallei naar Rusland was in de jaren 1990 al een probleem door de wetteloosheid in het gebied. In 2001 en 2002 bombardeerden Russische gevechtsvliegtuigen en helikopters meermaals de Pankisivallei en enkele aangrenzende gebieden. In augustus 2002 kwam hierbij een Georgische burger om het leven.
Op 8 oktober 2001 werd een UNOMIG helikopter neergehaald boven de Kodorivallei in Abchazië tijdens gevechten tussen Tsjetsjenen en Abchaziërs. Hierbij kwamen negen mensen om, waaronder vijf waarnemers van de Verenigde Naties. Een gewapende Tsjetsjeense groepering onder leiding van Roeslan Gelajev werd door de Abchazen en Russen beschuldigd van de aanval op de helikopter in de Kodorivallei, terwijl de Georgische autoriteiten de blaam bij de Abchazen legden. Volgens Rusland had Gelajev sinds 2000 zijn uitvalsbasis in de Pankisivallei. Hiermee probeerde Rusland een relatie te leggen tussen Abchazië, waar het een vredesmacht leidde en Pankisi waarvan Rusland stelde dat het Tsjetsjeense terroristen huisvestte. De Georgische overheid zou volgens Rusland geholpen hebben bij de transfer van honderden Tsjetsjenen van Pankisi naar het Abchazische Kodori, honderden kilometers van elkaar gelegen. Gelajev werd uiteindelijk op 28 februari 2004 omgebracht door Russische soldaten toen hij vanuit Dagestan illegaal te grens met Georgië probeerde over te steken.
Mede door de aanslagen op 11 september 2001 stelde Rusland de strijd tegen Tsjetsjeense milities en hun aanwezigheid in Georgië voor als onderdeel van de strijd tegen internationaal terrorisme. Hierdoor mengde ook de VS zich in de discussie over Pankisi, en legde het een relatie met Al Qaida. In februari 2002 bood de Verenigde Staten steun aan Georgië in het bestrijden van "terroristische elementen" en activiteiten van de Arabische moedjahedien in de Pankisivallei in het kader van de strijd tegen terrorisme en stuurde het 200 trainers. Van augustus tot november van dat jaar vond een gefaseerde Georgische "anti-criminaliteit" operatie plaats, zoals het dat zelf noemde, om de grenscontrole te versterken, criminele netwerken op te rollen en gijzelaars te bevrijden. Maar ook om het gebied te zuiveren van terroristische elementen. De Georgische regering weigerde in te gaan op herhaaldelijk Russisch aandringen tot een gezamenlijke operatie in het gebied. In 2003 erkende de Georgische regering dat in de periode 1999-2002 ongeveer 700 Tsjetsjeense en 100 Arabische militanten in de vallei schuilden, waaronder enkele beruchte krijgsheren gelieerd aan Al Qaida.

### Eenzijdige wapenstilstand van 2005
Op 2 februari 2005 riep Tsjetsjeens separatistisch president Aslan Maschadov op tot een wapenstilstand tot minstens 22 februari (een dag voor de verjaardag van de Stalinistische deportaties van de Tsjetsjeense en Ingoesjetische bevolking. Hij gebruikte voor zijn boodschap een separatistische website en richtte zich tot Vladimir Poetin, president van Rusland, als een gebaar van goodwill. Op 8 maart 2005 werd Maschadov echter vermoord in een operatie door een operatie van Russische veiligheidstroepen in de Tsjetsjeense gemeenschap van Tolstoj-Joert, ten noordoosten van Grozny.
Kort na Maschadovs overlijden kondigde de Tsjetsjeense separatistische raad aan dat Abdoel-Chalim Sadoelajev het leiderschap had overgenomen. Als snel werd hij gesteund door Sjamil Basajev (die zelf in juli 2006 stierf). Op 2 februari 2006 voerde Sadoelajev grootschalige hervormingen door in zijn eigen regering, waarvan hij de leden beval zich te vestigen op Tsjetsjeens grondgebied. Daarnaast onthief hij vicepremier Achmed Zakajev van zijn post (hoewel hij later werd benoemd tot minister van buitenlandse zaken). Sadoelajev werd vermoord in juni 2006 en werd opgevolgd door de veteraan en terroristisch bevelhebber Dokka Oemarov.

### Amnestieën
Sinds november 2007 werden door Moskou minstens 7 amnestieën toegekend aan zowel separatistische militanten als aan Russische soldaten die misdaden in Tsjetsjenië begingen sinds het begin van de oorlog. De eerste amnestie werd verleend in 1999 toen een vierhonderdtal Tsjetsjenen overliepen. Echter, volgens Poetins adviseur en assistent Aslambek Aslachanov werden de meesten onder hen vermoord door hun voormalige kameraden alsook door de Russen, die hen beschouwde als een vijfde colonne. Andere amnestieën werden verleend in 2003 september met betrekking tot de aanneming van een nieuwe Tsjetsjeense grondwet; andere tussen medio 2006 en januari 2007. Volgens Ramzan Kadyrov, zelf een voormalig separatist, liepen tegen 2005 meer dan 7.000 separatistische strijders over naar de Russische zijde. Naar verluidt legden in 2006 meer dan 600 militanten de wapens neer in Tsjetsjenië en aangrenzende regio's als antwoord op een zesmaanddurende amnestie "voor degenen die niet betrokken waren in serieuze misdaden". In 2007 publiceerde het Helsinki Comité voor Mensenrechten een rapport genaamd "Amnestied People as Targets for Persecution in Chechnya", die erop wijst dat de personen aan wie amnestie werd verleend, daaropvolgend werden ontvoerd, gemarteld en vermoord.

### Overheidscensuur op mediaberichtgeving
De Eerste Tsjetsjeense Oorlog werd in het algemeen in extenso gedekt door een onbeperkte mediaberichtgeving (ondanks de dood van menig journalist). Dit gegeven overtuigde het Kremlin er des te meer van de nationale televisiekanalen te moeten controleren, aangezien die de voornamelijke bron van berichtgeving vormde voor de modale Rus, om teneinde een groot nationaal beleid te kunnen voeren. Tegen het begin van de tweede oorlog hadden federale autoriteiten een uitgebreid systeem uitgedacht en ingevoerd met als doel de toeging van journalisten tot Tsjetsjenië te belemmeren en hun berichtgeving te manipuleren.
De continue controle van de Russische overheid op alle Russische televisiezenders en alle ermee gepaard gaande repressieve regels, intimidatie en censuur op journalisten, beroofde de Russische bevolking volledig van neutrale informatie m.b.t. het conflict. Quasi alle Tsjetsjeense media stonden onder controle van de pro-Russische overheid. Russische journalisten in Tsjetsjenië worden sterk geïntimideerd en worden belemmerd in hun werk, wat aanleiding geeft tot zelfcensuur. Ook buitenlandse journalisten zijn gedwongen hun berichtgeving te censureren. Vele Russische journalisten werden gevangengezet (Boris Stomachin), gekidnapt (Andrej Babitski) of vermoord (Anna Politkovskaja). Sommige buitenlandse journalisten ondergingen hetzelfde lot, maar werden meestal verbannen uit Rusland (zoals de American Broadcasting Company). De Russisch-Tsjetsjeense Vriendschapmaatschappij werd gesloten om beschuldigingen van "extremisme en nationale haat". Volgens een peiling uit 2007 gaf enkel 11% van de Russen aan tevreden te zijn met de berichtgeving inzake Tsjetsjenië.

## Gevolgen

### Burgerdoden

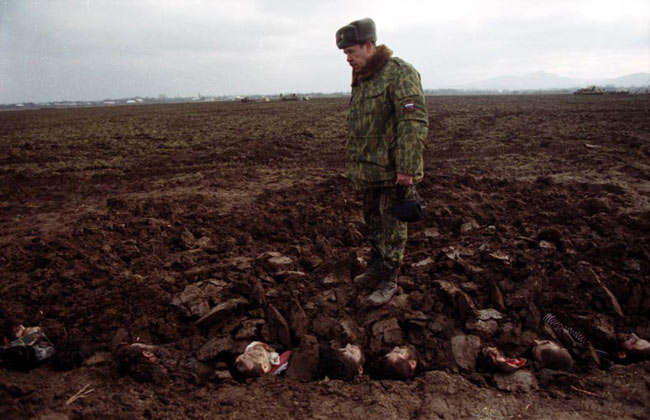
Een Russische soldaat loopt over een Tsjetsjeens massagraf in Komsomolskoje (2000)

Schattingen van de burgerdoden lopen sterk uiteen. Volgens de pro-Russische overheid, stierven of verdwenen 160.000 strijders en niet-strijders in beide oorlogen, waaronder 30.000 tot 40.000 Tsjetsjenen en 100.000 Russen. Wijlen separatistenleider Aslan Maschadov beweerde herhaaldelijk dat 200.000 etnische Tsjetsjenen stierven in beide conflicten. Het aantal van de militaire sterfgevallen kan niet onafhankelijk worden geverifieerd. Volgens de Russische mensenrechtenorganisatie Memorial in 2007 kwamen sinds 1999 tot 25.000 burgers om of verdwenen ze. Volgens Amnesty International doodde de tweede oorlog tot 25.000 sinds 1999 en verdwenen ruim 5.000 mensen. Echter, volgens de Russisch-Tsjetsjeense Vriendschapsmaatschappij staat het dodental in beide oorlogen vast op 150.000 tot 200.000 burgers.

### Milieuschade
Milieuagentschappen waarschuwen dat Tsjetsjenië, vernietigd door de oorlog, kampt met een ecologische ramp. Volgens de voormalige assistent van Boris Jeltsin hebben de Russen Tsjetsjenië platgebombardeerd tot een "ecologische woestenij". In het bijzonder bestaat er ongerustheid over de wijdverspreide olielekken en rioolvervuiling ten gevolge van de vernieling die de oorlog met zich meebracht. Het water is er vervuild tot een diepte van 250 m. Verder is er sprake van chemische en radioactieve vervuiling als gevolg van de bombardementen van chemische fabrieken en opslagplaatsen. Ook de dierenwereld kreeg het zwaar te verduren. De dieren die ooit leefden in de Tsjetsjeense bossen, waren verhuisd naar veiligere oorden. In 2004 bestempelde de Russische overheid 33% van Tsjetsjenië als een zone van "ecologische ramp" en een andere 40% als in een staat van "extreme ecologische nood".

### Landmijnen
Tsjetsjenië is wereldwijd het land dat het sterkst geraakt wordt door mijnen. Sinds 1994 werden mijnen wijdverspreid gebruikt door beide zijden - hierbij dient worden opgemerkt dat Rusland partij is bij het Verdrag van 1980 betreffende Conventionele Wapens (Convention on Conventional Weapons), maar niet bij het Protocol van 1996 betreffende landmijnen en andere apparaten (protocol on land mines and other devices). De gebieden met de meeste mijnen zijn die waar de separatistische weerstand standhoudt, voornamelijk in de zuidelijke regio's en aan de grenzen van de republiek. Er vond geen humanitaire mijnopruiming plaats sinds het HALO Trust (Hazardous Area Life-support Organization) Rusland werd uitgezet in december 1999. In juni 2002 schatte Olara Otunnu, een VN-afgevaardigde, dat in totaal 500.000 landmijnen werden geplaatst in de regio. UNICEF registreerde 2.340 burgerdoden in Tsjetsjenië door landmijnen en niet-geëxplodeerde munitie tussen 1999 en eind 2003.

### Politieke radicalisering van het separatisme
Meer en meer radicaliseerden de Tsjetsjenen. Presidenten Dzjochar Doedajev en Aslan Maschadov werden opgevolgd door mensen die eerder vertrouwden op hun religieuze ideologie dan op de nationalistische gevoelens van de bevolking. Terwijl Doedajev en Maschadov ijverden voor de onafhankelijkheid van de Republiek Itsjkerië, doelden de anderen vooral naar de verdrijving van Rusland uit de hele Noordelijke Kaukasus, een arm gebergte dat voornamelijk werd bewoond door moslims (niet-Russische etnische groepen).
Wanneer gevraagd over mogelijke onderhandelingen met de Russen, antwoordde de hoogste separatistische commandant Dokka Oemarov in april 2006: "We deden vele malen voorstellen. Maar het bleek dat wanneer we voortdurend aandringen op onderhandelingen, deze uitgestoken hand wordt gezien als een teken van zwakte. Daarom zijn we niet meer van plan het te doen." In dezelfde maand zei separatistisch woordvoerder Movladi Oedoegov dat men overal in Rusland aanvallen kon verwachten: "Vandaag hebben we een andere taak - volledige oorlog, oorlog daar waar onze vijand kan worden geraakt. (...) En dat betekent georganiseerde aanvallen eender waar, niet enkel in de Kaukasus, maar in heel Rusland." Wanneer hem gevraagd werd naar de toenemende radicalisering van de Tsjetsjeense militanten, zei Oedoegov dat het doel niet meer een westerse democratie en onafhankelijk waren, maar een islamitisch "Noord-Kaukasisch Emiraat".
In deze context riep Dokka Oemarov uiteindelijk het Kaukasisch Emiraat uit waarbij hij ook opriep tot een wereldwijde jihad en een politiek schisma tussen gematigden en radicalen. Sommige commandanten die nog steeds vechten, zoals Anzor Astemirov, hebben het idee van een globale jihad publiekelijk afgekeurd, maar bleven wel strijden voor de onafhankelijkheid van de Kaukasische staten.
Desalniettemin wekte de strijd in Tsjetsjenië sympathie op bij moslimsympathisanten wereldwijd, en sommigen onder hen namen zelfs de wapens op. Vele commentatoren denken dat het waarschijnlijk is dat Tsjetsjeense strijders contacten hebben met internationale islamitische separatistengroeperingen. Zo zei de BBC in een online Q&A-sessie: "Het is reeds jaren geweten dat moslimvrijwilligers reisden naar Tsjetsjenië om mee te vechten, naar verluidt na trainingskampen in Afghanistan of Pakistan. Vanuit het post-9/11 tijdperk, linkten sommigen het Tsjetsjeens verzet aan de Al Qaida beweging die eveneens een wereldwijde jihad had uitgeroepen. Doch het aantal buitenlandse jihadstrijders in Tsjetsjenië was hooguit een honderdtal. De meeste westerse waarnemers nemen de beschuldigingen van Al Qaida banden vanwege de Russische overheid met een korrel zout. Voor 9/11, wuifden het kabinet van Bush en Clinton, alsook andere NAVO-overheden, deze aantijging met betrekking tot de mogelijke aanwezigheid van Tsjetsjenen in Afghanistan en Afghanen in Tsjetsjenië, weg als Sovjetse "agitrop" (agitatiepropaganda).

### Impact op de Tsjetsjeense bevolking
Volgens een rapport uit 2006 van Artsen zonder Grenzen "leeft de meerderheid van de Tsjetsjenen nog steeds in angst, onzekerheid en armoede." Een vragenlijst door MSF in september 2005 toont dat 77% van de respondenten leden aan "merkbare symptomen van psychologische leed".
Sinds 2008 staat de kindersterfte op 17 per 1.000, het hoogste in heel Rusland. Er zijn rapporten over een toenemend aantal baby's, geboren met genetische afwijkingen of onverklaarbare ziekten onder schoolkinderen. Eén kind op tien is geboren met een afwijking en is zo zorgbehoevend. Sommigen worden, indien de ouders het zich financieel kunnen veroorloven, gestuurd naar Dagestan, dat een superieure zorg kent. De meeste Tsjetsjeense medische centra zijn niet voldoende medisch uitgerust. Volgens UNICEF verloren ongeveer 25.000 kinderen minstens één ouder (tussen 1994 tot 2008). Een hele generatie Tsjetsjeense kinderen vertoont symptomen van psychologische trauma's. In 2006 stelde de Tsjetsjeense pro-Russische viceminister van volkgsgezondheid dat Tsjetsjeense kinderen "levende monsters" waren van wat er gebeurt wanneer men opgroeit met het constante gevaar van geweld en chronische armoede. In 2007 meldde het Tsjetsjeens ministerie van binnenlandse zaken 1.000 gevallen van dakloosheid onder kinderen. Sindsdien is dat aantal steeds gestegen.

### Impact op de Russische bevolking
De oorlog gaf de populariteit van de net premier geworden en Vladimir Poetin een enorme boost: hij werd gezien als dé man die hardhandig optrad tegen terrorisme, aangezien de oorlog startte één maand nadat hij de eed aflegde. Het conflict droeg bij aan de vergaande veranderingen in de Russische politiek en samenleving.
Sinds de aanvang van het Tsjetsjeens conflict in 1994 werden overal in Rusland gevallen van jonge veteranen die verbitterd en getraumatiseerd terugkeerden vastgesteld. Psychiaters, politiediensten en journalisten noemden dit fenomeen het "Tsjetsjeens Syndroom" (TS), dat werd vergeleken met de posttraumatische-stressstoornis (PTSS) waaraan uit Afghanistan teruggekeerde Sovjetsoldaten leden. Volgens Joeri Aleksandrovski, vicedirecteur van het Moskouse Serbski-Instituut, leed minstens 70% van de geschatte 1.5 miljoen veteranen aan TS. Vele veteranen kwamen terug als alcoholieker, werden werkloos en antisociaal. Duizenden waren ook permanent gehandicapt en kregen zeer weinig steun van overheidswege.
Volgens een studie uit 2007 van mensenrechtenorganisaties Memorial en Demos verliest de Russische politie haar professionaliteit tijdens patrouilles in Tsjetsjenië. Volgens mensenrechtenactivisten en journalisten brachten de veiligheidstroepen de gewelddadigheid en het gevoel van straffeloosheid dat ze hadden ervaren in Tsjetsjenië met zich mee naar huis. Betrouwbare gegevens over politiegeweld zijn zeer zeldzaam, maar uit een verklaring van 2006 van het ministerie van binnenlandse zaken bleek dat het vastgestelde aantal misdrijven gepleegd door politieagenten in 2005 steeg met 46,8%. 71% van de respondenten gaf aan de politie helemaal niet te vertrouwen. In een andere vragenlijst zei 41% van de Russische respondenten in angst te leven voor politiegeweld. Volgens Amnesty International is de marteling van gevangenen alomtegenwoordig in Rusland. Sinds 2007 worden politieagenten van buiten de Kaukasus nu niet alleen gestuurd naar Tsjetsjenië, maar naar alle republieken van de regio.

#### Racismeenxenofobie
De oorlogen in Tsjetsjenië en het vermeende Kaukasisch terrorisme in Rusland dat ermee wordt geassocieerd, was een grote factor in de groei van intolerantie, xenofobie en racistisch geweld in Rusland tegen een groot gedeelte van de Kaukasiërs. De Russische autoriteiten zouden deze aanvallen waarschijnlijk niet labelen als racistisch, en verkoos het "hooliganisme" te noemen. Tussen 2003 en 2004 verdubbelde het aantal racistische moorden in Rusland. Het geweld nam ook een terroristische wending, zoals de aanslag op een Moskouse markt in 2006 die 13 mensen doodde. In 2007 eiste Artur Rino 37 racistische moorden op die plaatsvonden in één jaar. Hij vertelde hierbij dat hij sinds zijn schooltijd Kaukasiërs haatte. Op 5 juni 2007 vond een anti-Tsjetsjeense rel plaats in Stavropol waarbij honderden mensen betrokken waren. Ten gevolge van de moord van 2 jonge Russen die door lokale inwoners werd toegeschreven aan Tsjetsjenen, eisten de relschoppers de uitzetting van alle etnische Tsjetsjenen. De gebeurtenis doet denken aan een clash in 2006 tussen Tsjetsjenen en lokale Russen in Kondopoga met betrekking tot een onbetaalde factuur, waarbij ook 2 Russen werden vermoord. Ook in het Russisch leger stuiten Kaukasiërs vaak tegen etnisch gerelateerd geweld.

## Status
In 2005 waren er ongeveer 60.000 Russische troepen gestationeerd in Tsjetsjenië, maar sindsdien is dat aantal aanzienlijk gedaald. Tony Wood, een journalist en auteur die veel schreef over Tsjetsjenië, schatte dat er zich sinds 2007 ongeveer 8.000 lokale veiligheidstroepen bevinden in de regio. Volgens onafhankelijke analisten zijn er niet meer dan 2.000 separatisten die nog steeds vechten. Volgens Rusland beperkt dat aantal zich tot een paar honderdtal man. Sporadisch vinden schermutselingen plaats in de bergen en het zuiden, maar Rusland heeft zijn eerdere sterkere aanwezigheid getemperd en de lokale overheid toegelaten de regio verder te stabiliseren. In februari 2008 maakte Dokka Oemarov, de toenmalige president van Itsjkerië, gewag van "duizenden vechters" in een speech gericht aan strijders in de bergen.
De meeste van de prominente Tsjetsjeense separatistische leiders zijn reeds dood; de meesten van hen werden vermoord (zoals Dzjochar Doedajev, Aslan Maschadov, Sjamil Basajev, Dokka Oemarov enz.). Tegelijkertijd daalde de kans op Tsjetsjeense onafhankelijkheid door interne twisten tussen Tsjetsjeense gematigden en islamitische radicalen en door het veranderende politieke klimaat ten gevolge van 9/11. Ook de algemene strijdlustigheid van de Tsjetsjeens bevolking was een factor. Guerrilla's namen de plaats in van grootschalige gevechten en bombardementen, ook in de aangrenzende regio's. Sinds 2005 heeft de opstand zich grotendeels verplaatst naar de nabijgelegen regio's zoals Ingoesjetië en Dagestan. De Russische overheid heeft zich gericht tot de stabilisatie van de Noordelijke Kaukasus.
Doorheen de jaren hebben Russische functionarissen aangekondigd dat de oorlog geëindigd is. In april 2002 verklaarde Poetin de oorlog in Tsjetsjenië als voorbij. De Russische overheid houdt vol dat de oorlog eindigde in april 2002, en heeft er sindsdien vredeshandhavingsoperaties gevoerd.
In een interview van 10 juli 2006 met de BBC zei de toenmalige premier en voormalige minister van defensie Sergej Ivanov dat de oorlog voorbij is en dat de militaire campagne enkel 2 jaar had geduurd.
Ook volgens Ramzan Kadyrov, de huidige president van Tsjetsjenië, is de oorlog voorbij. Anderen geloven dat de oorlog pas eindigde in 2003 na een door Rusland gesteund grondwettelijk referendum en de verkiezing van de door Rusland gesteunde Achmat Kadyrov. Volgens nog anderen duurt het conflict nog steeds voort. Sommige onafhankelijke waarnemers, zoals Álvaro Gil-Robles, de mensenrechtengezant van de Raad van Europa en Louis Arbour, de VN Hoogcommissaris voor Mensenrechten, kwamen tot het besluit dat de oorlog eindigde in 2006.
De separatisten ontkennen dat de oorlog voorbij is. Zij zijn van mening dat de guerrilla doorgaat in de Noordelijke Kaukasus. Kolonel Soelim Jamadajev, de Tsjetsjeense krijgsheer en tweede machtigste man in Tsjetsjenië, ontkent ook het einde van de oorlog. In maart 2007 claimde Jamadajev dat er zeker meer dan 1.000 separatisten en buitenlandse islamitische militanten zich schuilhouden in de bergen van Tsjetsjenië: "De oorlog is niet voorbij, de oorlog is verre van voorbij. Wat we nu meemaken is een klassieke partisaanse oorlog en mijn prognose is dat die nog twee, drie of zelfs vijf jaar zal duren." Volgens het CIA factbook heeft Rusland de separatistische beweging in Tsjetsjenië heel sterk ingetoomd, maar doen er zich desalniettemin schermutselingen voor doorheen de Noordelijke Kaukasus. In het algemeen blijft het een moeilijke zaak om betrouwbare en accurate berichtgeving te geven over de algemene situatie in Tsjetsjenië door het monopolie van de Russische overheid op de media. In mei 2007 weerlegde Amnesty International bewering van overheidswege over het einde van de oorlog: "ook al zijn de grootschalige militaire operaties verminderd, blijft het conflict voortduren."
Een schatting die gebaseerd is op oorlogsrapporten toont dat het Russisch slachtofferaantal hoger ligt in deze oorlog dan die in Afghanistan. Door het opheffen van Itsjkerië en het uitroepen van het Kaukasisch Emiraat wordt aan de oorlog gerefereerd met "oorlog in de Noord-Kaukasus". De Russische overheid heeft geen nieuwe naam gegeven aan het conflict. Internationale waarnemers blijven het de Tweede Tsjetsjeense Oorlog noemen.

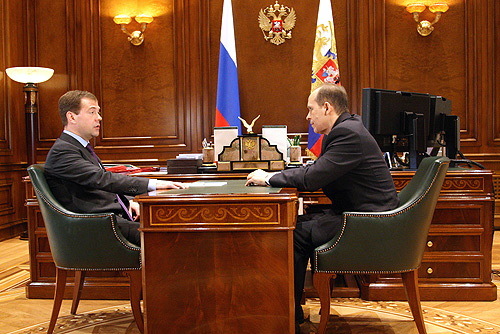
Dmitri Medvedev heeft een onderhoud met Aleksander Bortnikov op 27 maart 2009 om het einde van de anti-terrorismeoperatie in Tsjetsjenië te bespreken.

Eind april 2008 bracht de Mensenrechtencommissaris van de Raad van Europa Thomas Hammarberg een bezoek aan de Kaukasische republieken. Aan het einde van het bezoek zei hij dat hij een aantal positieve ontwikkelingen vaststelde in Tsjetsjenië en dat er "duidelijk vooruitgang" werd geboekt. Hij zei ook dat het gerecht in Tsjetsjenië degelijk werkte. Volgens Hammarberg vormen de verdwijningen van personen en de identificatie van verdwenen lichamen de twee grootste knelpunten met betrekking tot mensenrechten vormen in de regio en deelde zijn wens mee voor verdere inspanningen om de problematiek op te helderen en op te lossen. President Poetin beantwoordde deze opmerkingen door te zeggen dat het bezoek van "groot belang" was, en dat Rusland rekening zal houden met de opmerkingen van de Raad.
Sinds 1999 werden operaties om de opstanden de kop in te drukken uitgevoerd in Tsjetsjenië door de Russische strijdkrachten. Ramzan Kadyrov verklaarde dat deze operaties werden beëindigd in maart 2009. Op 27 maart 2009 ontmoette toenmalig president Dmitri Medvedev het hoofd van de FSB Aleksander Bortnikov om het einde ervan te bespreken. Medvedev beval het Nationaal Antiterrorismecomité om verslag uit te brengen aan de Russische overheid hierover, waarna de volgende beslissing zou worden genomen door de Doema. Echter, Medvedev beweerde dat de situatie in Tsjetsjenië rechtstreeks onder de controle van de FSB moest vallen.
Op 16 april 2009 eindigden de antiterrorismeoperaties in Tsjetsjenië officieel. Sindsdien is Ramzan Kadyrov er manu militari in geslaagd de regio te stabiliseren en is de separatistenbeweging er quasi uitgestorven.

## Betrokkenen bij de Tweede Tsjetsjeense Oorlog
Deze lijst is onvolledig. U kan helpen door het uit te breiden. Personen worden genoemd in chronologische volgorde van aanstelling.

### Russische politieke leiders en bevelhebbers

#### President van Rusland
- Boris Jeltsin (gestorven in 2007)
- Vladimir Poetin

#### Hoofd van de FSB, deGROe, en deGenerale Stafvan de Gewapende Troepen
- Nikolaj Patroesjev
- Valentin Korabelnikov
- Anatoli Kvasjnin
- Joeri Baloejevski

#### Hoofd van de Verenigde Krachtengroepering in de Noordelijke Kaukasus
- Vladimir Moltenskoj
- Sergej Makarov (kolonel-generaal)
- Valerij Baranov (verminkt in 2004)
- Jakov Nedobitko

#### Commandant van het Militair District van de Noordelijke Kaukasus
- Viktor Kazantsev
- Gennadi Trosjev
- Vladimir Boldirev
- Aleksandr Baranov

#### Minister van Defensie van de Russische Federatie
- Igor Sergejev
- Sergej Ivanov
- Anatoli Serdjoekov

#### Minister van Binnenlandse Zaken van Rusland
- Vladimir Roesjajlo
- Boris Grizlov
- Rachid Noergalijev

#### Militaire bevelhebbers van Tsjetsjenië
- Jevgeni Abrasjin
- Ivan Babichev
- Grigori Fomenko
- Leonid Krivonos

#### Presidenten van de Tsjetsjeense Republiek
- Achmat Kadyrov (vermoord in 2004)
- Aloe Alchanov
- Ramzan Kadyrov

#### Pro-Russische Tsjetsjeense bevelhebbers en politici
- Salman Aboejev (vermoord in 2001)
- Artoer Achmadov
- Roeslan Alchanov
- Aboe Arsanoekajev
- Aslambek Aslachanov
- Movladi Baisarov (vermoord 2006)
- Sjamil Boerajev
- Zina Batizjeva
- Odes Bajsoeltanov
- Alimbek Delimchanov
- Adam Demilchanov
- Adam Denijev (vermoord 2000)
- Roednik Doedajev (overleden)
- Taoes Dzjabrailov
- Bislan Gantamirov
- Moesa Gazimagomadov (overleden 2003)
- Hoessein Isajev (vermoord 2004)
- Idris Gaibov
- Moeslim Iljasov
- Zelimchan Kadyrov (overleden 2004)
- Said-Magomed Kakiejev
- Noesreda Chaboesejeva (overleden)
- Magomed Chambijev
- Ibragim Choeltygov
- Rezvan Koetsoejev
- Soepjan Machtsjajev
- Malik Saidoellajev
- Soeltan Satoejev
- Movsar Temirbajev
- Rajbek Tovzajev (vermoord 2001)
- Roeslan Tsakajev (overleden 2003)
- Said-Selim Tsoejev
- Dzjabrail Jamadajev (vermoord 2003)
- Chalid Jamadajev
- Roeslan Jamadejev
- Soelim Jamadajev
- Alambek Jamadajev
- Aoed Joesoepov (overleden)
- Achmad Zavgajev (vermoord in 2002)

#### Russische bevelhebbers en politici
- Sergej Abramov
- Moechoe Alijev
- Aslambek Aslanchanov
- Michail Babitsj
- Viktor Barsoekov
- Aleksandr Bespalov
- Joeri Boedanov (gevangen van 2003 tot 2009, vermoord in 2011)
- Boris Fadejev
- Gajdar Gadzjijev (vermoord in 2001)
- Magomed Gazimagomedov
- Nikolaj Goridov (vermoord in 2002)
- Aleksandr Kajak (vermoord in 2005)
- Oleg Chotin
- Aleksander Kolmakov
- Dzjabrail Kostojev (vermoord 2006)
- Aboekar Kostojev (vermoord 2004)
- Anatolij Kjarov (vermoord 2008)
- Aleksandr Lentso
- Adilgerej Magomedtagirov
- Magomedali Magomedov
- Ibragim Malsagov
- Michail Malofejev (vermoord 2000)
- Valeri Manilov
- Mark Metsajev (overleden)
- Magomed Omarov (vermoord 2015)
- Boris Podoprigora
- Aleksandr Potapov
- Anatoli Pozdnjakov (vermoord 2001)
- Michail Roedtsjenko (vermoord 2002)
- Jan Sergoenin (vermoord 2004)
- Vladimir Sjamanov
- Igor Sjifrin (vermoord 2002)
- Georgi Sjpak
- German Oegrjoemov (overleden 2001)
- Pavel Varfolomejev (vermoord 2001)
- Sergej Jastrzjembski
- Sergej Zverjev (vermoord 2000)
- Moerat Zjazikov